# زبان توکلائویی
توکلائویی (به انگلیسی: Tokelauan) زبانی از شاخه زبان‌های پلنزیایی است که عمدتاً توسط ساکنین آبسنگ‌های توکلائو و جزیره سواینس تکلم می‌شود.

## حروف الفبا
A,E,I,O,U,F,G,K,L,M,N,P,H,T,V

## اعداد
صفر_helo
یک_tahi
دو_lua
سه_tolu
چهار_fa
پنج_lima
شش_ono
هفت_fitu
هشت_valu
نه_lva
ده_hefulu